# Synagoge (Offenburg)

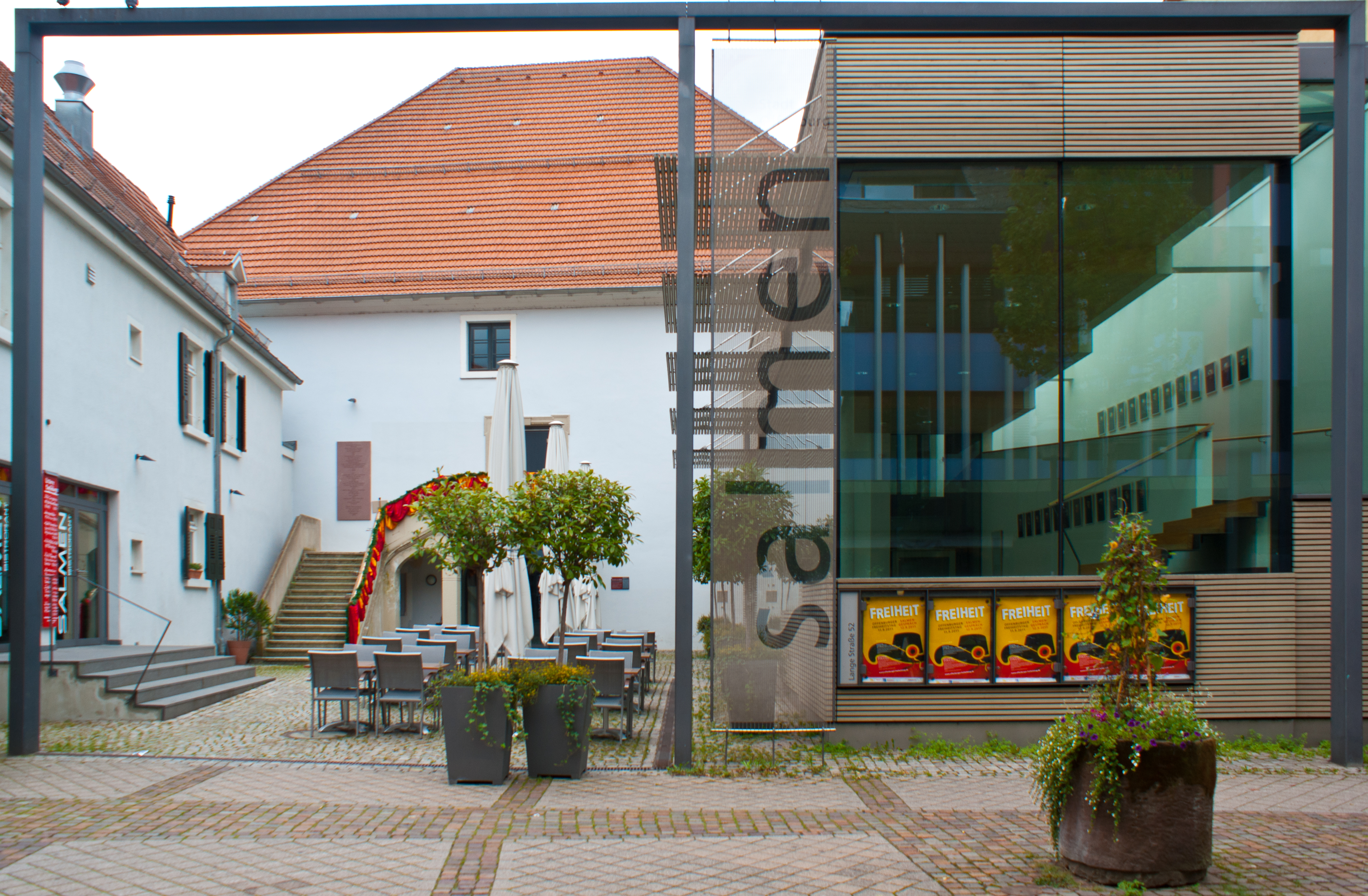
Gebäude der ehemaligen Synagoge in Offenburg

Die Synagoge in Offenburg, einer Stadt im Westen Baden-Württembergs, wurde 1875 im Tanzsaal des ehemaligen Gasthauses Salmen eingerichtet. Das Gebäude hat die Adresse Lange Straße 52. Im großen Saal des Salmen hatten am 12. September 1847 die Führer des badischen Liberalismus getagt.

## Geschichte
Als 1875 das Gasthaus Salmen, das damals der Stadt gehörte, zum Verkauf angeboten wurde, erwarb die Jüdische Gemeinde Offenburg das Gebäude und richtete im rückwärtigen Tanzsaal einen Betsaal ein. Die Galerie des Saales wurde als Frauenempore genutzt.
Das 1706 erbaute Vorderhaus diente dem Vorsänger beziehungsweise später dem Rabbiner und dem Synagogendiener als Wohnung. 
1922 wurde die Synagoge renoviert und vom Kunstmaler Kolb ausgestaltet. Bezirksrabbiner Ruben Halpersohn (* 1885 Breslau; umgekommen 1941 im Ghetto Kowno) hielt bei der Wiedereröffnung die Weiherede.
Beim Novemberpogrom 1938 erzwangen sich in den frühen Morgenstunden des 10. November vier Männer den Zugang in die Synagoge. Sie schossen mit Pistolen auf die brennenden Lampen, holten Torarollen aus dem Toraschrein und rissen sie in Stücke. Am Nachmittag zerstörte auf Veranlassung der NSDAP-Kreisleitung eine Menschenmenge die gesamte Inneneinrichtung der Synagoge. 
Nach unterschiedlicher kommerzieller Nutzung erwarb 1997 die Stadt Offenburg das Gebäude und richtete es bis 2002 als Kulturzentrum und Erinnerungsstätte her. 

## Gedenken
Am 8. November 1978 wurde in Anwesenheit des badischen Landesrabbiners Nathan Peter Levinson eine Gedenktafel zur Erinnerung an die Synagoge und das Schicksal der jüdischen Gemeinde am ehemaligen Synagogengebäude angebracht. 